# Угорська комуністична партія
Уго́рська комуністи́чна па́ртія (угор. Magyar Kommunista Párt); спочатку Па́ртія комуні́стів Уго́рщини (угор. Kommunisták Magyarországi Pártja) — марксистсько-леніністська партія в Угорщині, утворена 24 листопада 1918, що перебувала при владі в період Угорської Радянської Республіки (від березня 1919). Після розгрому УРР румунською армією мусила піти в підпілля і повернулася до влади в країні після Другої світової війни. 1948 року злилася зі Соціал-демократичною партією, утворивши Угорську партію трудящих. 1956 року її наступницею стала Угорська соціалістична робітнича партія. Входила до складу Комінтерну.

## Історія

### 1918— 1930-і

Логотип Партії комуністів Угорщини

Партію комуністів Угорщини утворено 24 листопада 1918 на з'їзді в Будапешті на базі Угорської групи РКП(б), створеної 24 березня 1918 в Москві, і місцевих лівих соціал-демократів (Тібор Самуелі, Ерне Пор, Отто Корвін, Бела Ваго). Центральний Комітет очолював Бела Кун, який незабаром перебрався до Угорщини, де почав активно залучати прихильників, зокрема, схиляючи соціал-демократів до радикальніших поглядів.
Партія в цей час була дуже невеликою, але її члени були вкрай активними і вона швидко росла. Її вплив швидко збільшувався. До лютого 1919 партія налічувала вже від 30 до 40 тис. членів, зокрема багатьох безробітних колишніх військовослужбовців, молодих інтелектуалів і представників національних меншин.
У міру зростання чисельності партії, вона ставала все радикальнішою. Свого піку цей процес досяг 20 лютого 1919, коли демонстрація переросла в перестрілку з охоронцями редакції офіційної газети соціал-демократів, у ході якої загинуло семеро осіб, серед яких і поліціянти. Після цього розпрочалися арешти комуністичних лідерів, проте поглиблення кризи і нездатність традиційних соціал-демократів з нею впоратися призвели до того, що самі представники влади з'явилися у в'язницю і запропонували заарештованим комуністам узяти владу і сформувати уряд.
21 березня 1919 року оголошено про з'єднання ПКУ і СДП в Соціалістичну партію і того ж дня проголошено Угорську Радянську Республіку. Після її розгрому розпочався «білий терор», у ході якого вбито до 6 000 осіб і страчено за вироками трибуналів близько 1500 осіб (Отто Корвін, Ене Ласло, Карой Штурц, Г. Кон, Андор Вадош). Загнані в підпілля комуністи розмежувалися з есдеками. 1925 року ухвалено рішення про створення поряд з нелегальною ВКУ офіційно зареєстрованої Соціалістичної робітничої партії (розгромлена до 1928). Крім того, місцеве керівництво, яке очолив Ене Ландлер, схвалювало тактику ентризму комуністів у соціал-демократичні організації.
1931 року, скориставшись терактом терориста-одинака з неясними мотивами, прем'єр-міністр Дюл Карої ввів воєнний стан і звинуватив у всьому комуністів. Постійний терор профашистського режиму Міклоша Горті, глибоке підпілля і безперервні арешти і страти керівників (Імре Шаллаї і Шандора Фюрста страчено 29 липня 1932 року, попри кампанію протесту, яку ініціювали письменники Аттіла Йожеф і Дюла Їеш) не припинили існування ПКУ. Крім місцевих осередків, продовжувало існувати Закордонбюро ПКУ (Бела Кун, Імре Надь та ін.). Комуністи брали активну участь у профспілковому і страйковому русі, продовжували відзначати 1 травня і 7 листопада, від 1935 року виступали за створення Народного фронту.

### У період Другої світової війни
У передвоєнний період і під час Другої світової війни Комуністична партія Угорщини діяла в умовах конспірації, активно брала участь в антифашистському опорі, проте в умовах репресій і державного терору зазнала значних втрат.
У січні 1941 року в Угорщині розпочав роботу підпільний ЦК КПУ, який очолив Золтан Шенгерц. Угорські комуністи налагодили співпрацю з лівим крилом «Березневого фронту» (керівники якого згодом стали організаторами Національно-селянської партії). У березні 1940 року в Угорщині відбувся з'їзд сільськогосподарських працівників, на якому ухвалено рішення про союз і співробітництво між представниками робочих організацій. В цей же час комуністи випустили листівку із закликом до боротьби проти залучення Угорщини у війну і брали участь в декількох страйках і демонстраціях.
Після вторгнення Німеччини в СРСР у червні 1941 року Комуністична партія Угорщини засудила агресію проти СРСР і залучення Угорщини у війну проти СРСР. 10 липня 1941 ЦК КПУ опублікував програмну заяву «Завдання комуністів та інших прогресивних сил Угорщини в антифашистській боротьбі». У вересні 1941 року розпочала мовлення нелегальна радіостанція КПУ — «Лайош Кошут».
Навесні і влітку 1942 року угорська поліція і спецслужби провели серію облав, у ході яких заарештовано понад 600 комуністів, прихильників лівих сил і антифашистів. У травні 1942 року розгромлено нелегальну друкарню КПУ.
20 травня 1942 ЦК КПВ ухвалив рішення про зміну форм і методів роботи. У липні 1942 року почалося відновлення контактів, пізніше ухвалено рішення «Уроки провалів», згідно з яким вирішено поліпшити конспірацію, зосередити діяльність на саботажі та організації страйків. Восени 1942 року створено нові партійні організації, новий молодіжний комітет, а також легальнийо молодіжний центр — «Анкетний комітет». Для проведення диверсій, саботажу та розклеювання листівок у складі територіальних партійних організацій створено «гурти дії»
1 липня 1942 року заарештовано Ференца Рожу — члена ЦК і секретаріату КПУ, редактора газети «Сабад неп» («Szabad Nép»). 13 червня 1942 року його вбито під час допиту. 6 липня 1942 року заарештовано Золтана Шенгерца — одного з керівників антифашистського опору в Угорщині, члена ЦК КПУ і керівника Комітету національної незалежності. 9 жовтня 1942 року його страчено за вироком військового трибуналу.
У вересні 1942 року відновлено нелегальну друкарню КПУ, і вже в жовтні 1942 року тут випущено листівку тиражем 30 тис. примірників. 1 травня 1943 року Комуністична партія Угорщини опублікувала програму «Шлях Угорщини до свободи і миру». У червні 1943 року ухвалено рішення про саморозпуск угорської комуністичної партії, замість неї почала діяльність Партія миру (Békepárt).
19 березня 1944 року німецькі війська окупували Угорщину, за належність до Комуністичної партії та читання комуністичних видань встановлено смерть.
У травні 1944 року створено Угорський фронт, до складу якого увійшли Комуністична партія Угорщини, Соціально-демократична партія, Партія дрібних сільських господарів і Партія «подвійного хреста» (а в листопаді 1944 року — і Національно-селянська партія).
На початку вересня 1944 року відтворено Угорську комуністичну партію (раніше діяла під назвою «Партія миру»). Восени 1944 року Угорська комуністична партія та Соціально-демократична партія уклали угоду про єдність дій. 30 листопада 1944 року Комуністична партія Угорщини опублікувала «Програму демократичного відновлення і підйому Угорщини».
2 грудня 1944 року в місті Сегед створено Угорський фронт національної незалежності, до складу якого увійшли Комуністична партія Угорщини, Соціально-демократична партія, Національно-селянська партія, Партія дрібних сільських господарів, Буржуазно-демократична партія і низка профспілкових організацій; надалі, почалося створення місцевих органів влади — національних комітетів.
21—22 грудня 1944 року в Дебрецені утворено коаліційний Тимчасовий уряд, який очолив генерал Бела Міклош-Дальнокі. До складу уряду увійшли 13 осіб (3 комуністи, 6 представників інших партій і 4 безпартійних). 28 грудня 1944 Тимчасовий уряд оголосив війну Німеччині і 20 січня 1945 уклав перемир'я з СРСР і західними союзниками. Проте, територію Угорщини повністю звільнено від німецьких військ лише 4 квітня 1945 року.

### По закінченні Другої світової війни
У травні 1945 року пройшла I Всеугорська партконференція, яка зібрала делегатів від 150 000 членів партії.
14 червня 1948 року УКП і СДПУ об'єдналися в Угорську партію трудящих. Помилки, пов'язані з політичним курсом «угорського Сталіна» — генсека Матяша Ракоші, після викриття в СРСР культу особистості загострили обстановку і призвели до повстання 1956 року. У його ході УПТ розпущено і на її базі створено нову марксистську партію — Угорську соціалістичну робітничу партію.

## Керівники КПУ та УКП
- Бела Кун 1918—1919 — голова

Генеральні секретарі
- Дьйордь Лукач (1928)
- Імре Шаллаї[ru] (1931 — 29 липня 1932)
- Матяш Ракоші (24 лютого 1945 — 14 червня 1948)

## З'їзди КПУ
- I з'їзд КПУ (18—21 серпня 1925, Відень, Австрія) — з'їзд відкрився як конференція КПУ і проходив нелегально в приміщенні однієї з бібліотек Відня. У ньому брали участь 14 представників угорського комуністичного підпілля і 8 представників від комуністичної еміграції. Основні доповіді на з'їзді зробили Дьюла Альпарі, Бела Кун і Ене Ландлер[ru]. З'їзд постановив єдність партії відповідно до рішень V конгресу Комінтерну і прийняв новий статут КПУ. Прийнята з'їздом тимчасова програма партії передбачала боротьбу за задоволення повсякденних вимог народу, посилення боротьби з режимом Горті, за демократичну республіку і робітничо-селянський уряд. Передбачалися зміни в політиці КПУ щодо селянства і активізація роботи з ним, у профспілках і серед молоді. Намічалися заходи щодо зміцнення співпраці з соціал-демократами.

Новим теоретичним органом КПВ став журнал «Új március» («Новий Березень»).
До Центрального комітету КПВ обрано Белу Куна, Ене Ландлера, Дюлу Альпарі, Матяша Ракоші, Імре Комора, Іштвана Вагі, Кароя Ері та Ігнаца Гегеша.
- II з'їзд КПУ (лютий—березень 1930, Апрелєвка, СРСР) — з'їзд обговорив рекомендації КПУ з боку Президії виконкому Комінтерну, викладені у відкритому листі до партії. КПУ рекомендовано припинити фракційну боротьбу, використати економічну кризу в Угорщині та зробити партію масовою. Відповідно до положень листа з'їзд орієнтував партію на встановлення диктатури пролетаріату. Одночасно вирішено посилити боротьбу за задоволення повсякденних вимог трудящих (8-годинний робочий день, поліпшення умов праці тощо). Водночас з'їзд не орієнтував партію на роботу зі соціал-демократичними профспілками, що призвело до скорочення впливу комуністів.

З'їзд прийняв новий статут КПВ, який констатував, що КПВ є невід'ємною частиною світового комуністичного руху. Введено новий порядок прийому в партію і реорганізовано її структуру. Систему парторганізацій за місцем проживання замінено системою партосередків на виробництві, як це практикувалося в СРСР. Керівництво всією партійною роботою покладено на підпільний ЦК КПУ, який поставили вище від Закордонбюро. Статут передбачав найсуворішу партійну дисципліну і конспірацію.
Рішення з'їзду ускладнили становище КПУ. СДПУ відкрито назвала комуністів «лівими фашистами», а пізніше і в самій УКП прийшли до висновку, що з'їзд затвердив у партії «лівосектантські тенденції».
- III з'їзд УКП (28 вересня — 1 жовтня 1946, Будапешт) — перший легальний з'їзд на території Угорщини. Він підбив підсумки за період після II з'їзду і констатував, що за ці роки УКП з невеликої підпільної організації перетворилася на масову партію. Головним завданням з'їзд назвав розширення масової бази партії за рахунок залучення на її бік інтелігенції, ремісників і селян із середнім достатком. Особливу увагу приділено роботі зі селянством у період розгорнутої в країні аграрної реформи. У рішеннях з'їзду йшлося про те, що відтепер Угорщина розвиватиметься шляхом соціалізму. Висунуто гасла: «Не для капіталістів, а для народу будуємо країну!» і «Геть ворогів народу з коаліції!»[13].

## Конференції УКП
- I Всеугорська конференція УКП (20—21 травня 1945, Будапешт) — перша легальна конференція партії, на якій 145 делегатів представили 1500 первинних організацій УКП. Конференція, значення якої прирівнювали до з'їзду, проголосила основою партійної політики згуртування всіх демократичних сил Угорщини, тісну співпрацю з СДПУ, Партією дрібних сільських господарів і Національно-селянською партією Угорщини. Заслухано доповідь Матяша Ракоші про післявоєнне відновлення економіки Угорщини як про головне завдання. Конференція також заслухала доповідь Яноша Кадара про роботу з профспілками. Для поширення ідей марксизму-ленінізму УКП створила мережу партійної освіти і партійні школи в Дебрецені і Будапешті[14].
- II Всеугорська конференція УКП  (12—13 березня 1947, Будапешт)
- III Всеугорська конференція ВКП (10—11 січня 1948, Будапешт) — зазначила, що основну частину промисловості вже націоналізовано і тепер необхідно розгортати в середовищі робітників роз'яснювальну роботу, спрямовану на зміцнення трудової дисципліни, підвищення продуктивності праці тощо. Заводським парторганізаціям поставлено завдання виховання соціалістичного ставлення до праці та організації соціалістичного змагання. УКП виступила з новим гаслом: «Країна твоя, ти будуєш для себе!».